# سه مرد و یک دختر
سه مرد و یک دختر (انگلیسی: Three Men and a Girl) فیلمی گمشده در سبک کمدی رمانتیک به کارگردانی مارشال نیلان و بازی مارگریت کلارک محصول سال ۱۹۱۹ است. این فیلم توسط فیموس پلیرز-لاسکی تولید و توسط پارامونت پیکچرز توزیع شد.